# 비서럴 게임스
비서럴 게임스(Visceral Games, 과거 사명: EA 레드우드 쇼어스/EA Redwood Shores)는 일렉트로닉 아츠가 소유하고 있는 미국의 비디오 게임 개발 스튜디오이다. 이 스튜디오는 데드 스페이스 시리즈로 유명하다.

## 게임
- 퓨처 캅: LAPD
- 사이버타이거
- 타이거 우즈 PGA 투어 2000
- NASCAR 럼블
- 로드 러시: 제일브레이크
- F1 챔피어신 시즌 2000
- 타이거 우즈 PGA 투어 2001
- 럼블 레이싱
- 007: 에이전트 언더 파이어
- 타이거 우즈 PGA 투어 2002
- 프리크스타일
- 타이거 우즈 PGA 투어 2003
- 타이거 우즈 PGA 투어 2004
- 반지의 제왕: 왕의 귀환 (비디오 게임)
- 제임스 본드 007: 에브리띵 오어 낫띵
- 타이거 우즈 PGA 투어 2005
- 대부 (2006년 비디오 게임)
- 마이 심즈
- 마이 심즈 심들의 왕국
- 단테스 인페르노 (비디오 게임)
- 데드 스페이스 2
- 데드 스페이스 3
- 배틀필드 3
- 배틀필드: 하드라인
- 스타워즈